# 謝爾久基 (波爾塔瓦區)
49°30′25″N 34°20′25″E / 49.50694°N 34.34028°E
謝爾久基（烏克蘭語：Сердюки），是烏克蘭的村落，位於該國中部波爾塔瓦州，由波爾塔瓦區負責管轄，海拔高度137米，2001年人口273。